# Balduin V. (Hennegau)

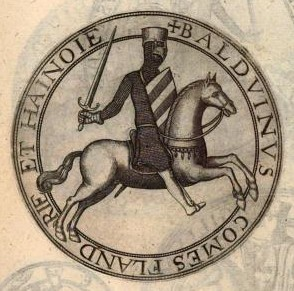
Siegel Balduins V.

Balduin V. von Hennegau (* 1150; † 17. Dezember 1195 in Mons) aus dem Haus Flandern war seit 1171 Graf von Hennegau, dazu übernahm er 1188 als Erbe seines Onkels Heinrich des Blinden von Namur-Luxemburg die Grafschaf Namur (Balduin I.) und 1191 aus dem Erbrecht seiner Frau Margarete die Grafschaft Flandern (Balduin VIII.). Er war der Sohn des Grafen Balduin IV. von Hennegau und der Alix von Namur.

## Leben

### Graf des Hennegau
Am Osterheiligabend dem 30. März 1168 wurde dem etwa achtzehnjährigen Balduin in Valenciennes die Schwertleite erteilt und er machte sich fortan als Turnierkämpfer einen Namen, so wie auf einem noch im Frühjahr 1168 von Graf Philipp von Flandern veranstalteten Turnier in Gournay, wo sich Balduin demonstrativ auf die Seite der zahlenmäßig unterlegenen Franzosen schlug. Im folgenden Hauen gegen die flämischen Ritter setzte er dem Grafen von Flandern so sehr zu, dass am Ende den Franzosen der Sieg zuerkannt wurde. Balduins Familie hatte selbst einmal die große Grafschaft Flandern innegehabt, diese allerdings im frühen 12. Jahrhundert an ein landesfremdes Geschlecht verloren, woraus eine Fehde mit dieser resultiert war. Aber im April 1169 heiratete er Margarete, eine Schwester Graf Philipps von Flandern, wodurch die Fehde beigelegt werden konnte. Mit seinem Schwager schloss er dazu eine Verteidigungsallianz, die gegen jeden möglichen Angreifer gerichtet sein sollte, mit Ausnahme des Königs von Frankreich und des Bischofs von Lüttich, welche die Lehnsherren Flanderns beziehungsweise des Hennegaus waren.
Schon im Jahr 1169 übernahm Balduin die Regentschaft im Hennegau, nachdem sich sein Vater bei einem Unfall eine schwere Verletzung zugezogen hatte. Im folgenden Jahr nahm er Partei für seinen Onkel mütterlicherseits, Graf Heinrich den Blinden von Namur-Luxemburg, in dessen Konflikt mit Graf Gottfried III. von Löwen-Brabant. Als er auf dem Weg zu einem von diesem veranstalteten Turnier in Trazegnies (Courcelles) war, wurde er von diesem am Bach Piéton aus dem Hinterhalt überfallen. Obwohl mit seinem Gefolge zahlenmäßig unterlegen, fügte Balduin dem Löwener schwere Verluste zu und schlug ihn in die Flucht. Anschließend unterstützte Balduin seinen Onkel bei der Unterwerfung aufrührerischer Vasallen in Luxemburg und nahm dabei Bertrange ein.
Im November 1171 starb Balduin IV., und Balduin V. konnte die Herrschaft im Hennegau übernehmen. Zur Fastenzeit des Jahres 1172 schwur er seinem Lehnsherrn, dem Bischof von Lüttich, den Lehnseid. Der Hennegau gehörte dem Feudalverband des Heiligen Römischen Reichs an, nahm aber in seiner Feudalhierarchie als Lehen des Lütticher Bistums nur einen nachgeordneten Rang ein. Geographisch umgeben war es von den größeren und mächtigeren Territorialverbänden Löwen-Brabant im Norden, Namur-Luxemburg im Osten sowie Flandern-Vermandois im Süden und Westen, welches allerdings dem Königreich Frankreich angehörte. Politisch war Balduin V. von Haus aus eng mit seinem Onkel Heinrich dem Blinden von Namur-Luxemburg verbunden, eine dynastische Allianz, die einen bestimmenden Teil seines Lebens darstellte. Den Onkel unterstützte er noch im Jahr 1172 erneut militärisch, dieses Mal gegen Herzog Heinrich III. von Limburg, den er in seiner Burg Arlon belagerte. Nach diesem Waffendienst wurde Balduin von seinem alten, halberblindenen Onkel, der selbst keine Kinder hatte, formell zu dessen Erben in all seinen Ländereien bestimmt, wodurch Balduin zu einem der mächtigsten Fürsten im alten niederlothringischen Raum werden würde.
Das Erbe des Onkels war nicht die einzige verheißungsvolle Aussicht für die Zukunft, die sich für Balduin eröffnete. Seit seiner Ehe mit Margarete im Jahr 1169 pflegte er gleichfalls ein enges Verhältnis zu deren Bruder, Graf Philipp von Flandern, der einer der mächtigsten Feudalfürsten Westeuropas war. In den Jahren 1173 und 1176 starben nacheinander dessen Brüder Matthäus und Peter, ohne Söhne zu hinterlassen. Da Graf Philipp ebenfalls keine Kinder besaß, konnte sich Balduin als Ehemann dessen ältester Schwester Hoffnungen auf das reiche flämische Erbe machen. Im August 1176 wurde das Bündnis zwischen Flandern und Hennegau erneuert und 1177 wurde Balduin in Lille schließlich offiziell von Graf Philipp zu dessen Erbe bestimmt. Im Gefolge seines Schwagers nahm Balduin am 1. November 1179 bei der Krönung König Philipps II. von Frankreich in Reims teil. Dem Einfluss des Schwagers war auch die folgende Vermittlung einer Ehe zwischen dem König und Balduins ältester Tochter Isabella zu verdanken. Obwohl Balduin somit als Schwiegervater eines Königs eine deutliche Rang- und Ansehenserhöhung erfahren hätte, war er dieser Verbindung zunächst abgeneigt, hatte doch die geforderte Bereitstellung des Artois als Mitgift der Braut eine Minderung seines zu erwartenden Erbes dargestellt. Erst auf das drängende Zureden des Grafen von Flandern hin erteilte er seine Zustimmung zur Hochzeit, die am 28. April 1180 in Bapaume begangen wurde. Am 29. Mai 1180 war Balduin bei der Krönung seiner Tochter in Saint-Denis präsent. Am 14. Mai 1181 besiegelte er in Provins ein Ehearrangement mit dem Grafenhaus der Champagne, wonach seine zweite Tochter Jolante mit dem jungen Graf Heinrich II. von Champagne und sein ältester Sohn Balduin mit Maria von Champagne verheiratet werden sollte.
In den folgenden Jahren betätigte sich Balduin vermehrt als Turnierkämpfer und vor allem als getreuer Gefolgsmann seines Onkels und seines Schwagers in deren Fehden gegen ihre Feinde. Im Jahr 1182 unterstützte er mit Waffen sogar den Grafen von Flandern in dessen Streit mit dem König von Frankreich, seinem Schwiegersohn, um den Besitz des Vermandois. Anschließend befehdete er den Sohn des Grafen von Löwen, nachdem dieser eine Burg des Hennegau besetzt hatte. Der Konflikt wurde durch die Kreuznahme des Grafen von Löwen im Frühjahr 1183 unterbrochen, da er als Kreuzfahrer unter dem Schutz der Kirche stand.

### Kampf um das Erbe
Im Winter des Jahres 1182 auf 1183 ist der Graf von Namur-Luxemburg schwer erkrankt und dabei vollständig erblindet, worauf ihn Balduin sofort auf der Luxemburg besuchte. Dort ist er von seinem Onkel erneut als Erbe bestätigt worden und hat die Huldigung mehrerer Vasallen von diesem entgegennehmen können. Die Nachfolgeregelung ist am 22. Mai 1184 in auf dem Hoftag zu Mainz, auf dem Balduin als kaiserlicher Schwertträger fungierte, durch Kaiser Friedrich I. Barbarossa bestätigt wurden.
Ungeachtet dieses diplomatischen Erfolgs begannen noch im Jahr 1184 die politischen und dynastischen Allianzen des Grafen von Hennegau zu erodieren. Zuerst hatte eine Entfremdung zu Graf Philipp von Flandern stattgefunden, der eine zweite Ehe eingegangen war und damit die Nachfolge Balduins in Frage stellte. Nachdem dieser darauf im Streit um das Vermandois die Nähe zu König Philipp II. von Frankreich gesucht hat, verbündete sich der Graf von Flandern mit dem aus dem Heiligen Land heimgekehrten Graf Gottfried III. von Löwen und dem Erzbischof Philipp von Köln. Weil weder der Bischof von Lüttich noch der König von Frankreich Waffenhilfe leisteten, konnte Balduin gegen die Verwüstung des Hennegaus durch diese Koalition, außer der Sicherung seiner Burgen, wenig unternehmen. Noch dazu hatte sich seinen Gegnern eidbrüchig einer seiner wichtigsten Vasallen hinzugesellt, Jakob von Avesnes. Die Kämpfe wurden erst im Frühjahr 1185 beendet, nachdem der König von Frankreich mit Heeresmacht in das Vermandois vorgedrungen war und so den Grafen von Flandern im Vertrag von Boves zum Frieden zwang. Balduin hatte darin die Wiederaufnahme des Jakob von Avesnes in seine Gnade akzeptieren müssen, sein flandrisches Erbe blieb indes weiter bedroht.
Auf dem Bruch mit dem Schwager folgte unerwartet der mit dem Onkel. Heinrich dem Blinden war trotz seines Alters und seiner Behinderung 1186 doch noch eine Tochter geboren worden, Ermesinde, die er nun ungeachtet aller früheren Versprechen gegenüber Balduin zu seiner Erbin bestimmte. Darüber hinaus hatte der Onkel seine Tochter schon im März 1187 mit Graf Heinrich II. von Champagne verlobt, welcher dafür wiederum sein vorheriges Verlöbnis mit der Tochter Balduins brach. Der einzige Alliierte, dem Balduin noch verblieb, stellte Kaiser Friedrich I. Barbarossa dar, an den er sich umgehend klagend wandte. Da der Kaiser unter allen Umständen die Erbfolge eines französischen Fürsten in einem der wichtigsten Reichsterritorien im Niederlothringischen zu verhindern beabsichtigte, erklärte er am 17. Mai 1187 in Toul, dass das Erbversprechen des Grafen von Namur-Luxemburg gegenüber Balduin nach wie vor Gültigkeit besaß. Öffentlich wurde dies auf dem Reichstag zu Worms am 15. August 1187 durch den Kaiser bestätigt und auch der römische König und designierte Kaiser Heinrich VI. erklärte sich am 16. Mai 1188 in Seligenstadt gleichermaßen. Trotz der kaiserlichen Haltung zeichnete sich ein bewaffneter Konflikt ab, als Heinrich der Blinde entgegen allen Versicherungen, das Machtwort des Kaisers anzuerkennen, damit begann, seine Burgen an Amtsleute des Grafen von Champagne zu übergeben. Balduin hatte davon erfahren und darauf seine Vasallen mobilisiert. Im Sommer 1188 eroberte er die Burg von Namur und mit ihr den größten Teil der restlichen Grafschaft. Lediglich die Burgen von Durbuy und La Roche wurden vom Graf der Champagne besetzt, womit einem weiteren Vorstoß Balduins gegen Luxemburg ein Riegel vorgeschoben wurde. Weitere Kämpfe sind danach von kaiserlicher Seite aus unterbunden wurden, aber Balduin konnte sich deren Unterstützung weiter sicher sein. Mit einer durch seine Boten überbrachten Geldzahlung hat er im November 1188 den Kaiser zu Erfurt für seine Sache halten und zugleich ein Gegengebot des Grafen von Champagne ausstechen können. Anschließend ist Balduin von dem kaiserlichen Ritter Friedrich von Hausen nach Worms geleitet wurden, wo er am 23. Dezember 1188 von König Heinrich VI. in einem Geheimabkommen die Zusage erhalten hat, im Besitz der Grafschaft Namur anerkannt zu werden, die dazu mit allen Regalien einer Markgrafschaft ausgestattet und zu einem unmittelbaren Reichslehen erhoben werden sollte, was für Balduin mit der Rangerhöhung zu einem Reichsfürsten verbunden war.
1189 waren Kaiser Friedrich I. Barbarossa, König Philipp II. von Frankreich, Graf Philipp von Flandern und Graf Heinrich II. von Champagne zum dritten Kreuzzug aufgebrochen, woraus sich für Balduin günstige Gelegenheiten ergeben sollten. Er selbst hatte keine Teilnahme zum Kreuzzug gelobt, diesem aber seine finanzielle Unterstützung zugesagt. Allerdings sollte sich der Kaiser in einem Brief vom November 1189 aus der Romania darüber beschweren, dass der Graf von Hennegau und Andere ihre zugesagten Geldspenden nicht fristgerecht an ihn überwiesen hätten. Die Abwesenheit des Grafen von Champagne im Heiligen Land, der von dort nicht wiederkehren sollte, hatte Balduin gegenüber Heinrich dem Blinden zum Vorteil gereicht, da der Onkel seinen wichtigsten Verbündeten verloren hatte. Im Juli 1190 ist Balduin daher mit ihm zu einem Friedensschluss gekommen, wonach er das Namurois mit Ausnahme von Durbuy und La Roche behalten sollte und im Gegenzug auf Luxemburg verzichtete. Darauf hat König Heinrich VI. im September 1190 in Schwäbisch Hall die Belehnung und Rangerhöhung Balduins als Markgraf von Namur offiziell gemacht; die dazu angefertigten schriftlichen Privilegien sind am 29. September in Augsburg an dessen Unterhändler, unter ihnen Gislebert von Mons, ausgehändigt wurden.
Auf dem Kreuzzug ist im Juni 1191 auch Graf Philipp von Flandern gestorben, wovon Balduin noch vor der Rückkehr des französischen Königs im Dezember 1191 erfahren hat. Da er von den Begehrlichkeiten des Königs wusste, den gesamten Besitz Graf Philipps für die königliche Domäne zu beschlagnahmen, ist Balduin umgehend in Flandern eingezogen. Im September 1191 präsentierte er sich in Gent mit seiner Frau den flandrischen Großen. Da er mit der Schwester des toten Grafen verheiratet war, die dessen eigentliche Erbin war, konnte er sich der Sympathien der Mehrheit der flandrischen Untertanen und Vasallen sicher sein, dank der er sich binnen kürzester Zeit in die Herrschaft als Graf über ganz Flandern setzen konnte. Mit König Philipp II. ist Balduin am 1. März 1192 in Arras schnell zu einer Einigung gekommen, indem er auf das Vermandois, auf welches er keine Erbansprüche geltend machen konnte, und auf das Artois, das eine Mitgift seiner Tochter war, einen Verzicht leistete und im Gegenzug als Graf von Flandern anerkannt wurde. Damit ist Balduin binnen weniger Jahre zum mächtigsten Feudalfürst im ehemals niederlothringischen Raum aufgestiegen, der über einen geschlossenen Herrschaftsraum von der Nordseeküste bis an den Rand der Ardennen gebot. Seine territoriale Stärke wurde zusätzlich durch seine so erlangte exponierte Stellung im mittelalterlichen Feudalgefüge Westeuropas ergänzt, indem er durch sein doppeltes Lehnsverhältnis, gegenüber dem römisch-deutschen Kaiser für Namur und dem französischen König für Flandern, in die Lage versetzt war, zwischen zwei Personenverbandsstaaten politisch lavieren zu können, was ihm und seinen Nachkommen eine weitgehende Autonomie sicherte. Insbesondere für die Geschichte Flanderns und seines Verhältnisses zu Frankreich sollte sich dies entscheidend auswirken.
Balduins Machtzuwachs hatte seine Gegner im niederlothringischen zu einer neuen Koalition zusammengeführt, an deren Spitze sein Onkel Graf Heinrich der Blinde von Luxemburg, Herzog Heinrich III. von Limburg und Herzog Heinrich I. von Löwen-Brabant standen. Die machtpolitischen Spannungen entluden sich schließlich 1193 nach der Bischofswahl in Lüttich, in welcher der Herzog von Limburg in einem dem kanonischen Wahlrecht zuwiderlaufenden Gang einen seiner Söhne durchgesetzt hat. Da das Bistum Lüttich der weltliche Lehnsherr des Hennegaus war, hat sich Balduin naturgemäß zu den Gegnern dieser Wahl gesellt, welche die Unterstützung Papst Coelestins III. gewannen. Der Konflikt wurde letztlich militärisch entschieden, als die Koalition mit einem Heer, angeführt vom Herzog von Limburg, in das Namurois einfiel und dort bei Noville-sur-Mehaigne von Balduin am 1. August 1194 zur Schlacht gestellt wurde. Obwohl zahlenmäßig unterlegen, hat Balduin einen vollständigen Sieg errungen und dabei den Herzog von Limburg und dessen ältesten Sohn gefangen nehmen können. Die Koalition seiner Gegner hatte sich darauf augenblicklich aufgelöst, indem er schon am 20. August 1194 auf dem Feld zwischen Lembeke und „Hal“ (Gemeinde Kaprijke, Provinz Ostflandern) mit dem Herzog von Löwen-Brabant einen Friedens- und Bündnispakt abschloss. Das Lütticher Bistum ist im Jahr darauf nach einer weiteren Wahl neu besetzt wurden.
Am 15. November 1194 ist Gräfin Margarete I. gestorben, und da Balduins Regentschaft in Flandern auf deren Erbrecht beruht hat, hatte er diese nun an seinen ältesten Sohn Balduin IX. abtreten müssen. Am 23. November 1194 hat er letztmals als Graf von Flandern geurkundet. Balduin V. selbst ist am 17. Dezember 1195 in Mons gestorben; testamentarisch hat er den Hennegau ebenfalls Balduin IX./VI. und Namur seinem zweiten Sohn Philipp I. überlassen, welcher dem Bruder gegenüber dafür den Lehnseid zu schwören hatte.

## Nachkommen
Aus der Ehe Balduins V. von Hennegau mit Margarete I. von Flandern gingen mindestens sechs Kinder hervor:
- Isabella (* 1170; † 1190), Königin von Frankreich, ⚭ König Philipp II. August von Frankreich (* 1165; † 1223);
- Balduin (* 1171; † 1205/06), 1194 Graf von Flandern (Balduin IX.) und 1195 von Hennegau (Balduin VI.), 1204 erster Kaiser des lateinischen Reichs von Konstantinopel (Balduin I.);
- Philipp I. (* um 1174; † 1212), Markgraf von Namur;
- Jolande (* um 1175; † 1219), ⚭ Peter von Courtenay († 1217/19), dritter Kaiser des lateinischen Reichs von Konstantinopel;
- Heinrich (* um 1176; † 1216), zweiter Kaiser des lateinischen Reichs von Konstantinopel;
- Sibylle (* um 1179; † 1217), ⚭ Guichard IV. († 1216), Herr von Beaujeu und Montpensier.

Balduin V. hatte noch einen weiteren Sohn, Eustach von Flandern († 1216). Da dieser von dem Chronisten Gislebert von Mons nicht unter den Kindern der Margarete I. aufgeführt wird, könnte er unehelicher Herkunft sein.

## Überlieferung
Die Primärquelle zum Leben Graf Balduins V. stellt die Chronik des Hennegaus (Chronicon Hanoniense) des Geistlichen Gislebert von Mons dar, deren letzte Abschnitte eine Quasibiografie des Grafen beinhalten. Gislebert hat viele Jahre im Dienste des Grafen gestanden, für diesen mehrfach als diplomatischer Unterhändler am Hof der Stauferkaiser fungiert und dafür reichhaltige Pfründen empfangen. Das Werk ist unter anderem in den Monumenta Germaniae Historica (MGH) editiert.